# Олімпійський водний стадіон
Олімпійський водний стадіон (порт. Estádio Aquático Olímpico) — тимчасова спортивна споруда в Олімпійському парку Барра Ріо-де-Жанейро. Збудований у 2013—2016 роках до Олімпійських ігор 2016 у Ріо-де-Жанейро, відкритий у квітні 2016. Вартість будівництва склала 38 млн доларів. Вміщує 15 000 глядачів.
Під час Олімпіади 2016 у ньому проходили змагання з плавання, вирішальні матчі турнірів з водного поло. На Паралімпійських іграх тут проходили змагання з плавання.
Надалі стадіон мають демонтовати, а його обладнання використати для двох аквапарків.